# Ospedale universitario cattolico Fu Jen
L'ospedale universitario cattolico Fu Jen (天主教輔仁大學附設醫院T; sigla FJCUH) è un ospedale nel distretto di Taishan, Nuova Taipei, Taiwan che è stato fondato nel 2017.
L'ospedale porta "Taiwan Mayo Clinic" come obiettivo di sviluppo.。

## Storia
- 1990: È stato istituito il Collegio di Medicina dell'Università Cattolica Fu Jen.[5]

- 2007: La clinica universitaria è stata aperta presso il Collegio di Medicina di Fu Jen.[6]

- 2017: L'ospedale universitario è stato istituito.[7]